# David Polesný
David Polesný (* 4. listopadu 1980) je český propagátor singletrailové cyklistiky ve vlastním projektu Trail Hunter, youtuber a novinář. Působil jako šéfredaktor zpravodajského serveru Živě.cz.

## Život
Vystudoval Fakultu elektrotechniky a komunikačních technologií Vysokého učení technického v Brně.
Svou novinářskou kariérou začínal v roce 2004 jako šéfredaktor internetového magazínu o mobilních telefonech Mobilmania.cz. Od roku 2007 do 2021 působil jako šéfredaktor internetového zpravodajství o informačních technologiích Živě.cz. V květnu roku 2021 se rozhodl naplno věnovat svému vlastnímu projektu Trail Hunter, ve kterém propaguje cyklistiku na singletrailových stezkách.

### Novinář
Jako redaktor píše především o informačních technologiích, kde se orientuje na aktuální témata jako například kryptoměny, nebo komentuje dění v oblasti sociálních sítí. Jako šéfredaktor internetového zpravodajství o informačních technologicích Živě.cz získal celkem čtyřikrát ocenění Křišťálová Lupa v kategorii Specializovaná média.

### Propagátor horské cyklistiky
David Polesný je akreditovaný instruktor horské cyklistiky. Věnuje se především propagaci jízdy na singletrailech, kde představuje jednotlivé trasy v Česku i sousedních zemích. Pořádá dny, kdy si jezdci mohou vyzkoušet různé vybavení a získat zkušenosti od profesionálů. Účastní se také přípravy a otevření nových tratí.